# Linguizzetta
Linguizzetta ist eine französische Gemeinde auf der Insel Korsika. Sie gehört zur gleichnamigen Region, zum Département Haute-Corse, zum Arrondissement Corte und zum Kanton Ghisonaccia. Die Bewohner nennen sich Linguizzettacci.

## Nachbargemeinden
- San-Giuliano im Norden,
- Canale-di-Verde und Campi im Nordwesten,
- Tox und Tallone im Westen,
- Aghione im Südwesten.

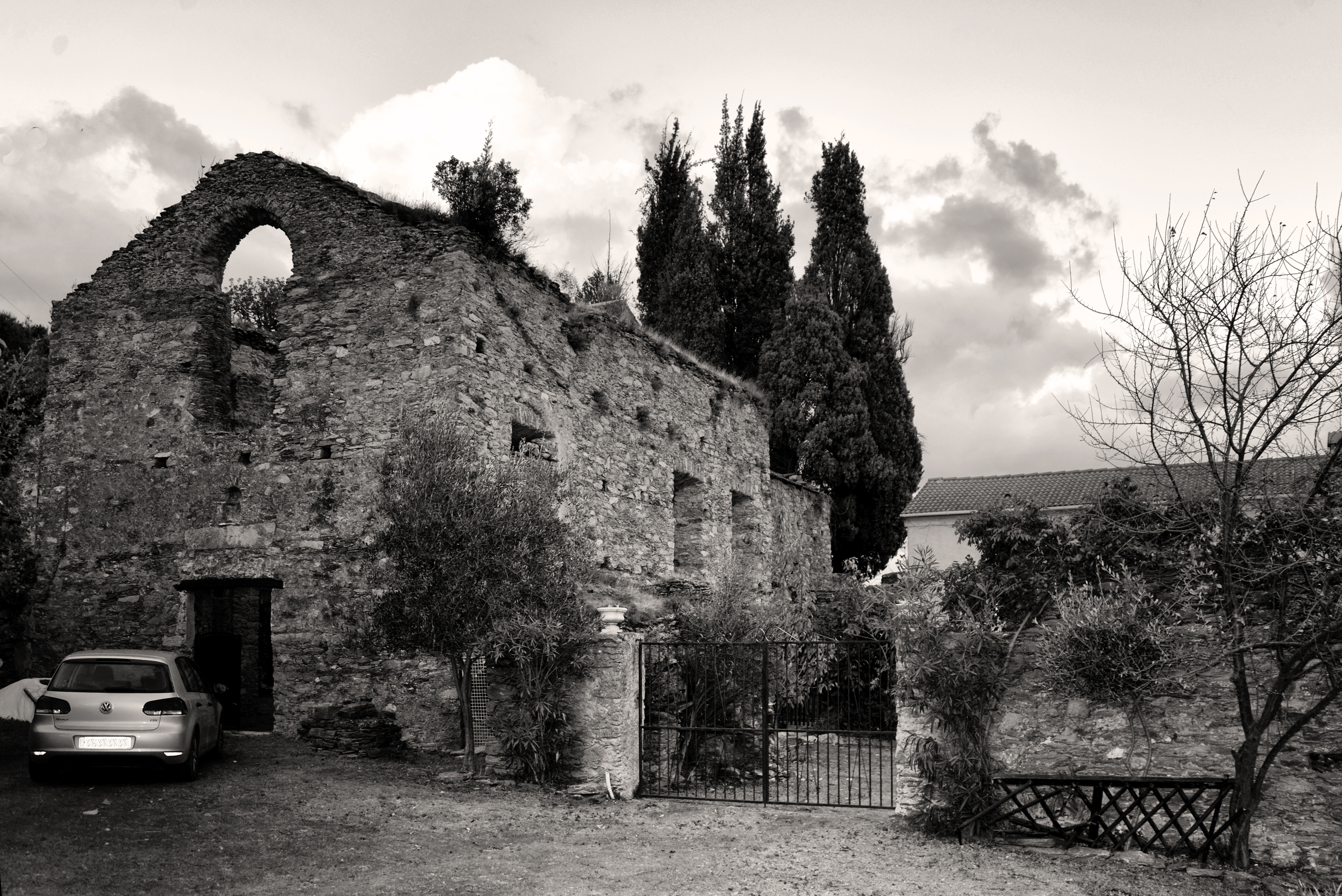
Ruinen des ehemaligen Klosters
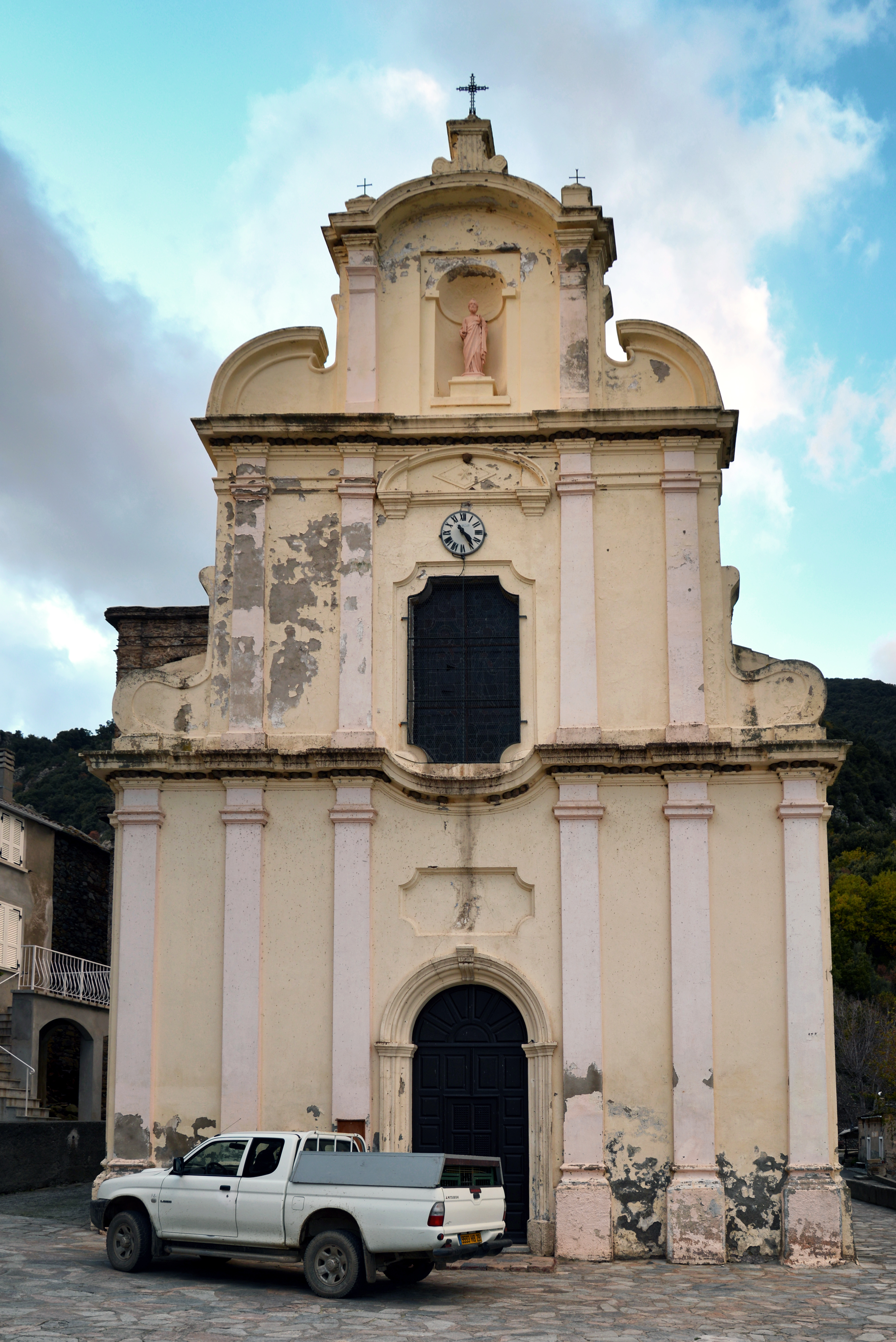
Pfarrkirche Saints Pierre et Paul

## Bevölkerungsentwicklung
| Jahr      | 1962 | 1968 | 1975  | 1982 | 1990 | 1999 | 2006 | 2008 | 2017 |
| --------- | ---- | ---- | ----- | ---- | ---- | ---- | ---- | ---- | ---- |
| Einwohner | 187  | 758  | 1.053 | 751  | 755  | 939  | 1005 | 1025 | 1107 |